# Kapalı Çarşı

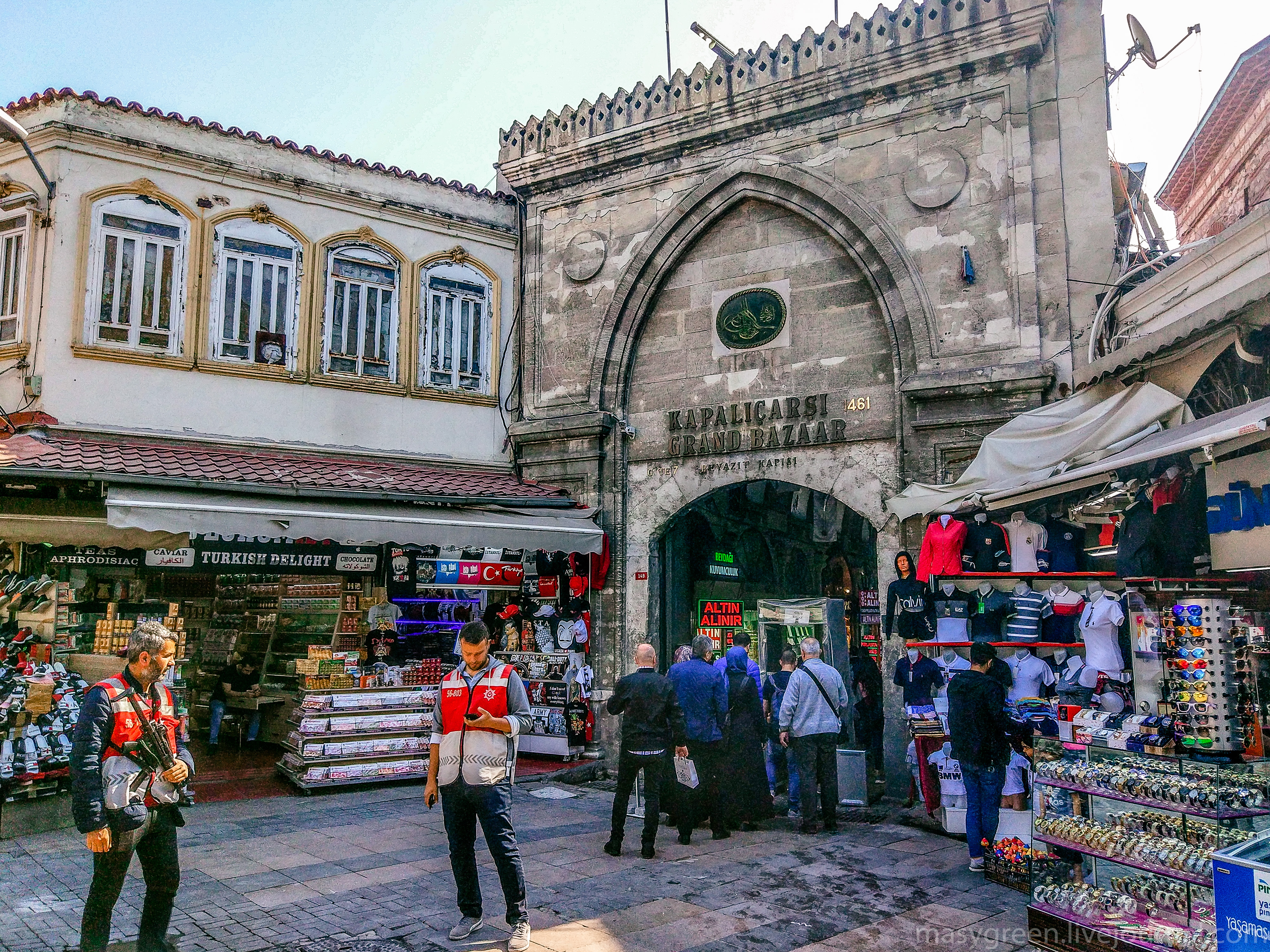
Das Beyazit-Tor, Eingang zum Großen Basar

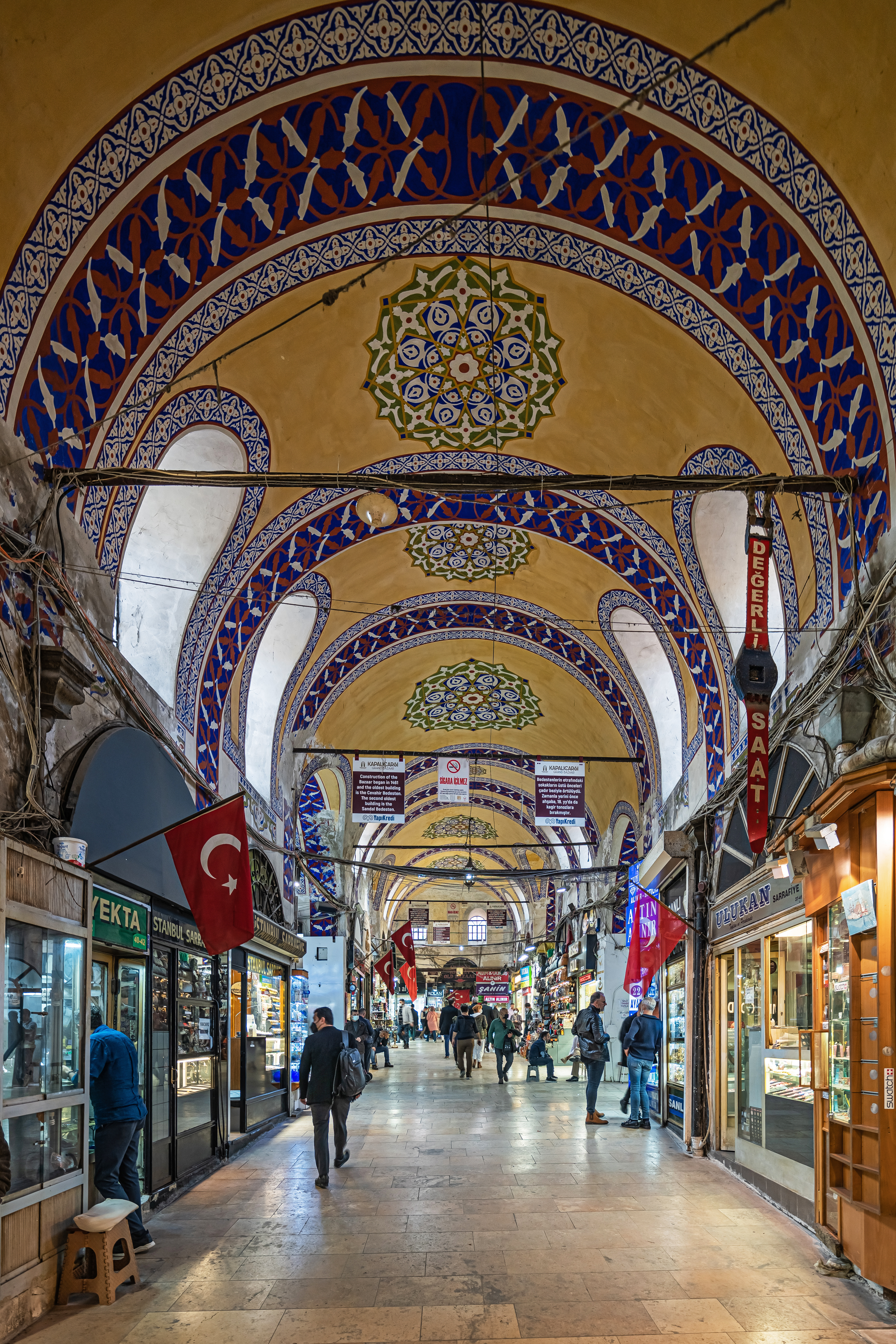
Hauptweg (Kalpakçılar Başı Caddesi) vom Großen Basar

Der Kapalı Çarşı (osmanisch قپالی چارشو ‚überdachter Markt‘), im Deutschen „Großer Basar“ oder „Großer gedeckter Basar“ genannt, ist ein Geschäftsviertel im alten Istanbuler Stadtteil Eminönü im Stadtviertel Beyazıt. Heute gehört es zum Stadtteil Fatih.
Der Große Basar erstreckt sich über 31.000 m² und beherbergt rund 4.000 Geschäfte mit den verschiedensten Angeboten. Angelegt wurde er im 15. Jahrhundert unter Sultan Mehmet Fatih nach der Eroberung Konstantinopels. Zentrum ist der Eski Bedesten (übersetzt: alte Tuchhalle) – ursprünglich als Schatzkammer geplant – unter dessen Kuppeln sich heute noch die Geschäfte der Gold- und Silberhändler befinden. Der Eski Bedesten war früher fest verschlossen und beherbergte die besonders teuren Waren. Später übernahm die Halle sogar die Funktion einer Bank – reiche Privatleute nutzten ihn als Tresor für ihr Privatvermögen.
Süleyman der Prächtige ließ später den Yeni Bedesten (übersetzt: Neue Tuchhalle) errichten, der heute Sandal Bedesten genannt wird. Der gesamte Basar war ursprünglich aus Holz gebaut. Nach mehreren schweren Bränden ließ Sultan Mustafa III. die Gebäude teilweise aus Stein wiederaufbauen.
Wie bei Basaren üblich, sind die Geschäfte im Großen Basar nach Branchen sortiert, was häufig auch an den Straßennamen zu erkennen ist (z. B. bei der Halıcı Sokağı, der Teppichhändlerstraße und bei der Sahaflar caddesi, der Antiquitätenhändlerstraße). Außerhalb der Geschäftszeiten sind nicht nur die Läden, sondern auch die zahlreichen Eingänge zu den überdachten Gassen verschlossen.

## Bilder

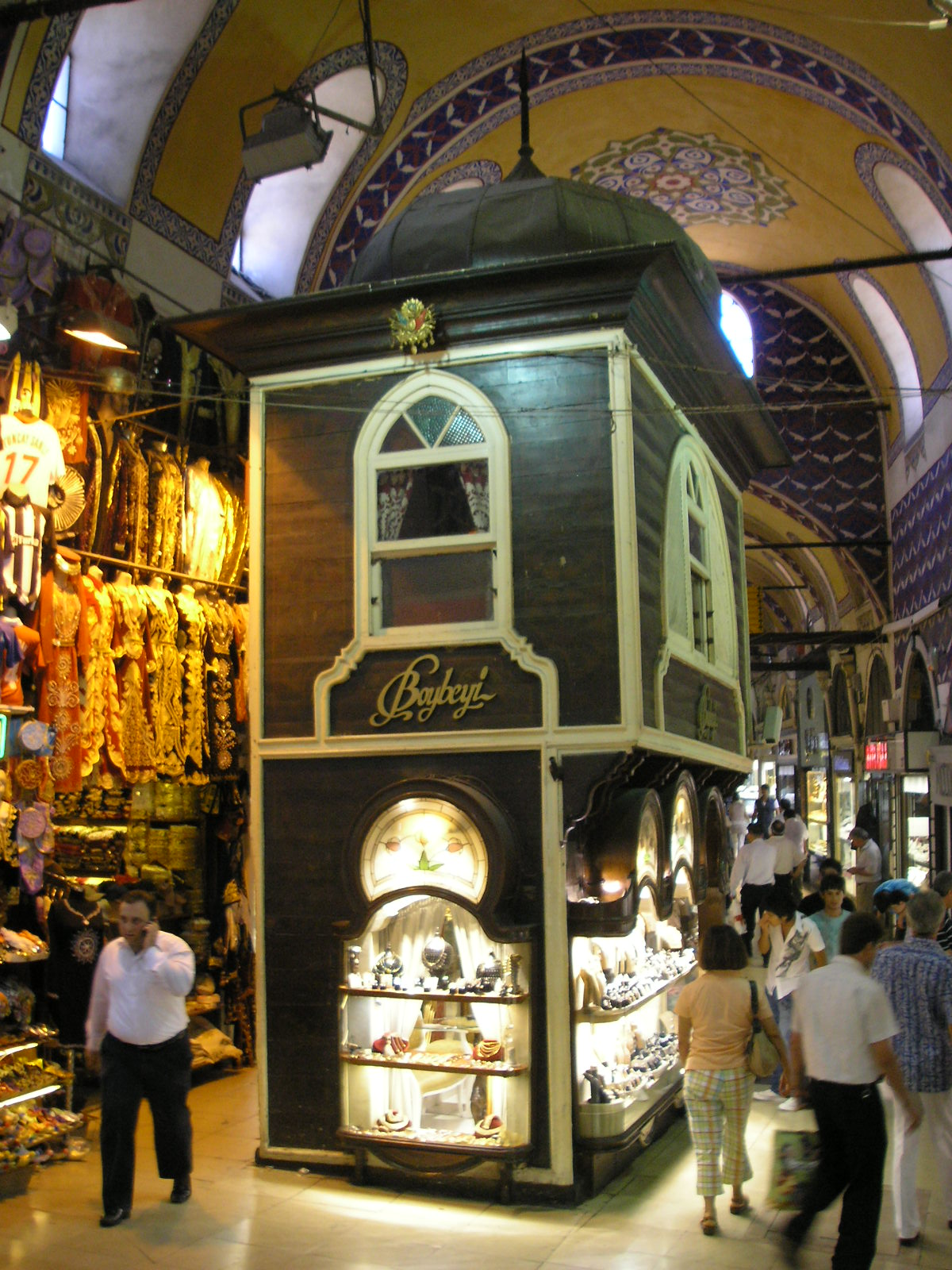
Ein Kiosk aus dem 17. Jahrhundert
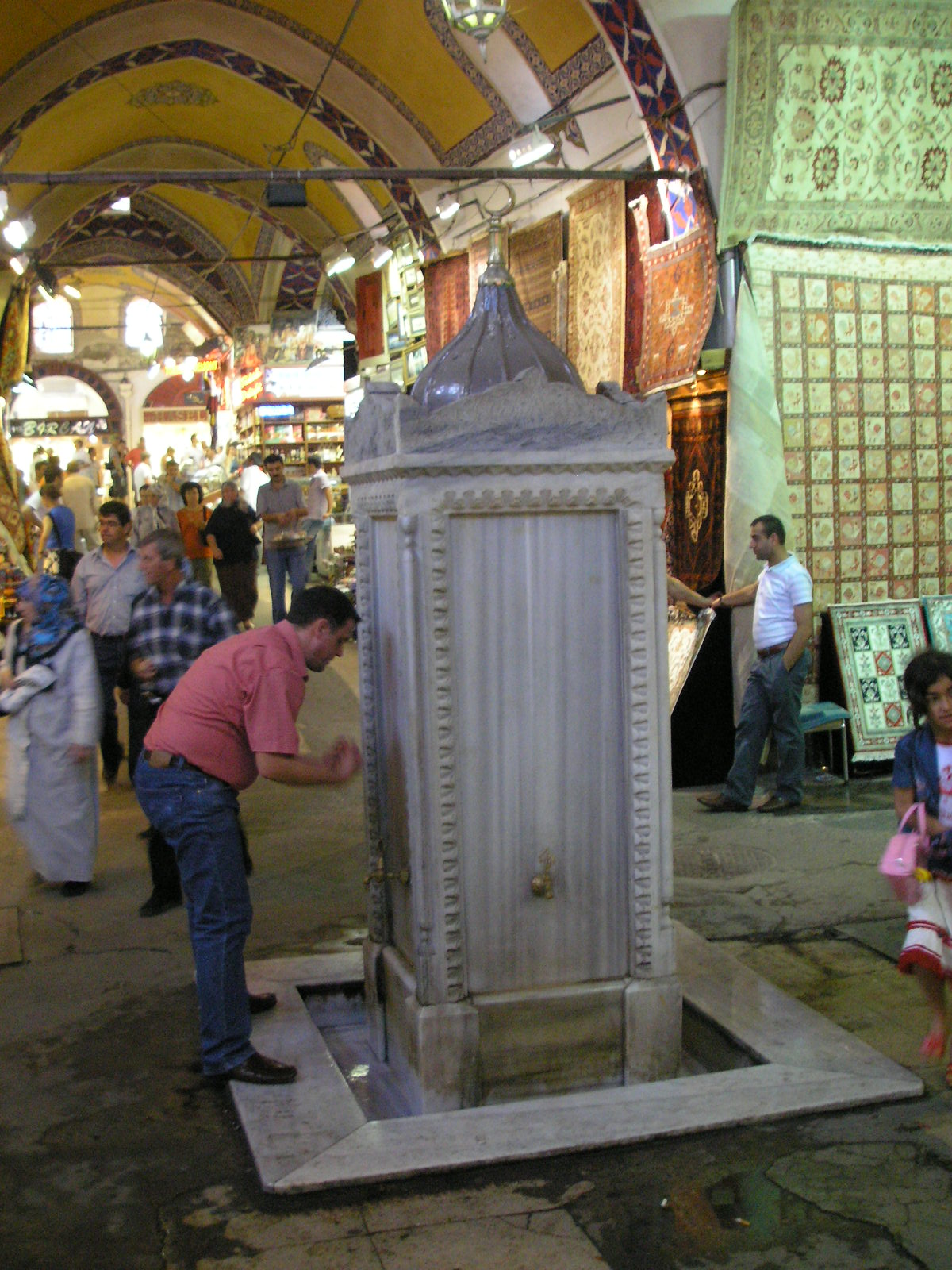
Einer der vier Marmorbrunnen
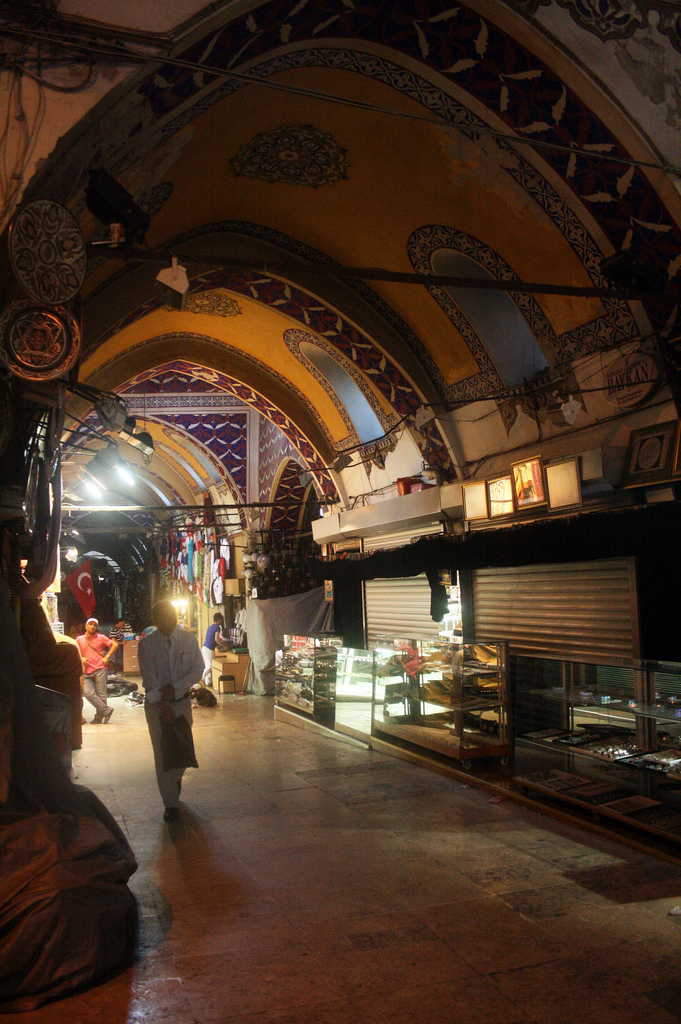
Nach Ladenschluss
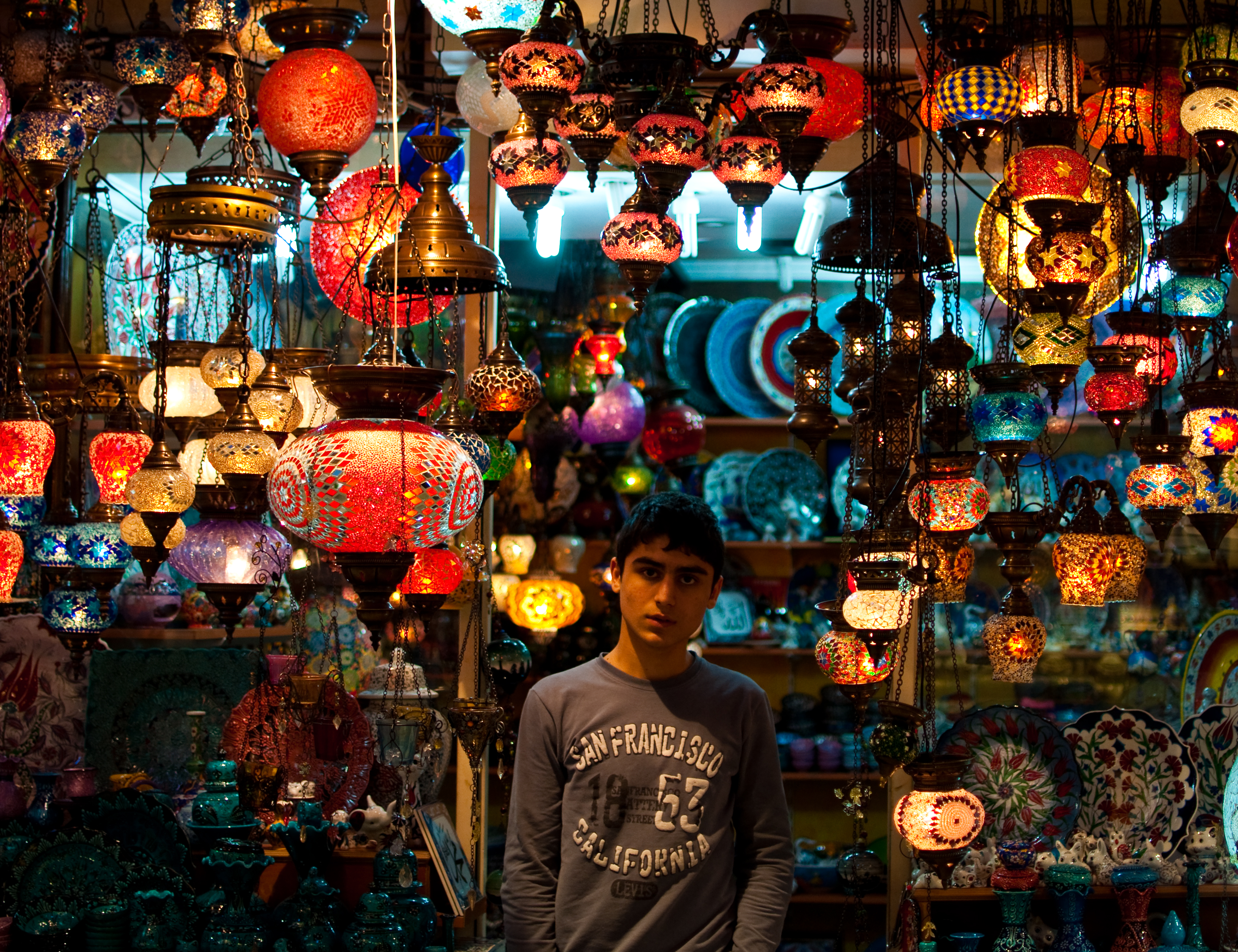
Lampenladen
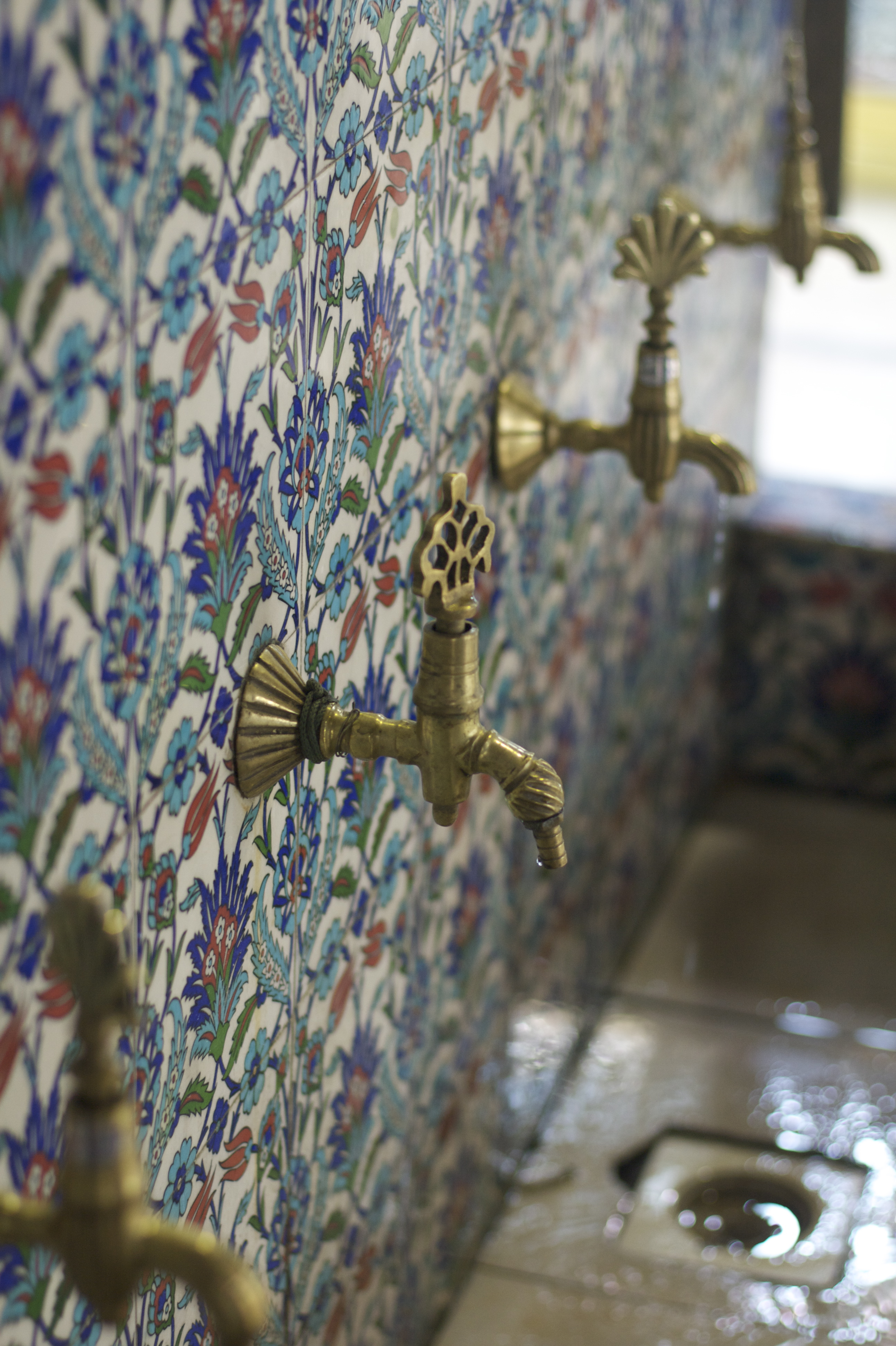
Wasserhähne eines Brunnens
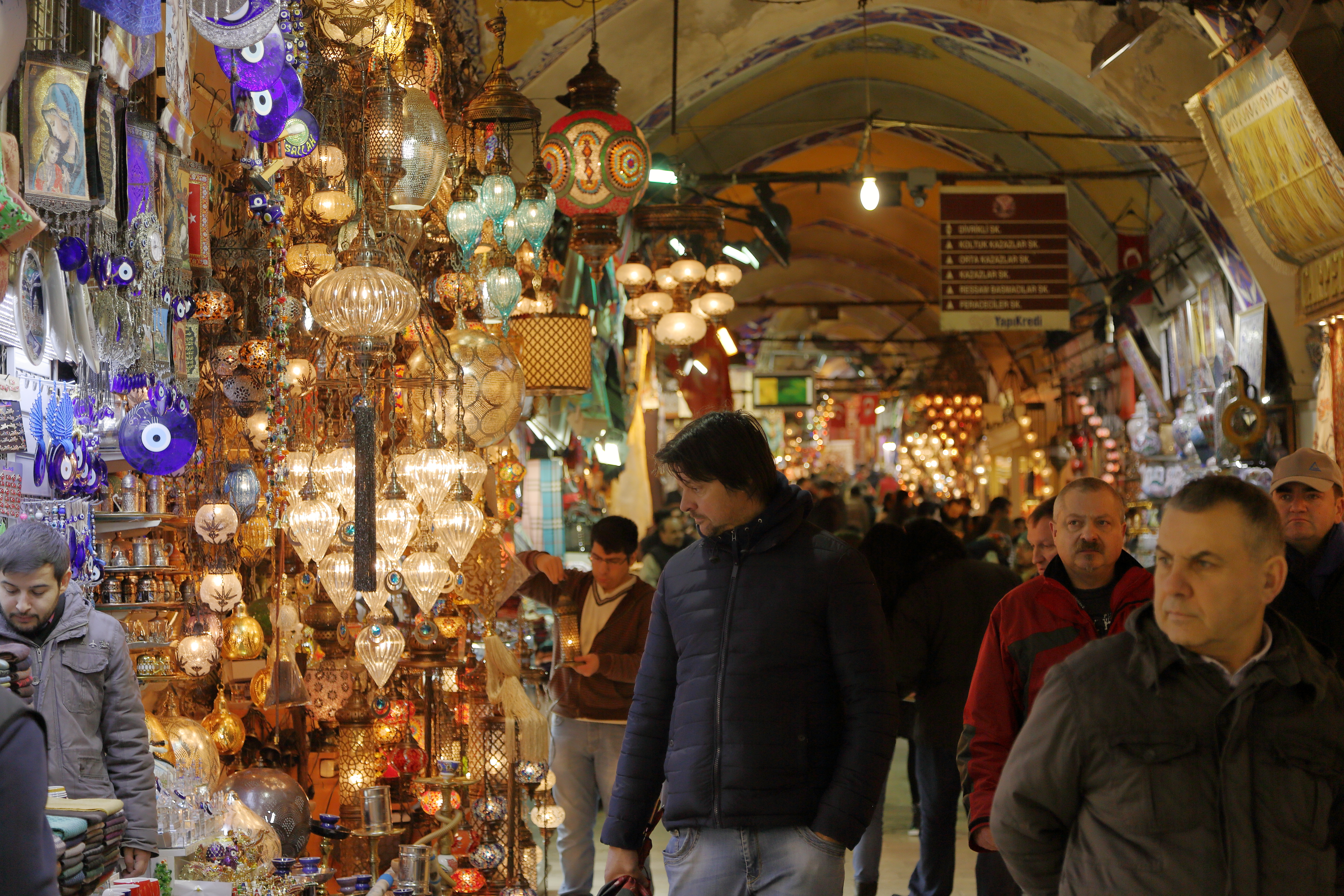
Geschäftiges Treiben
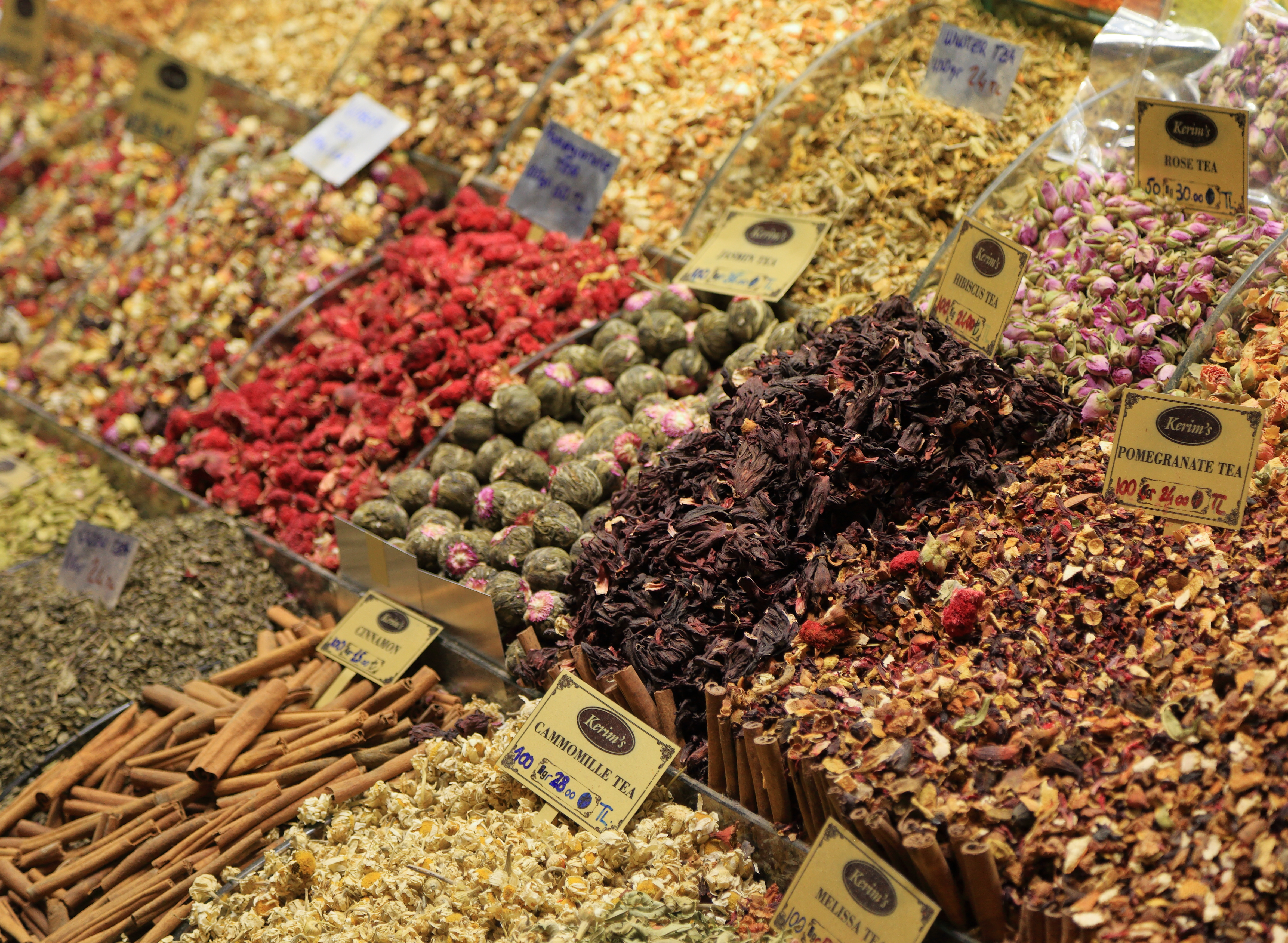
Tee
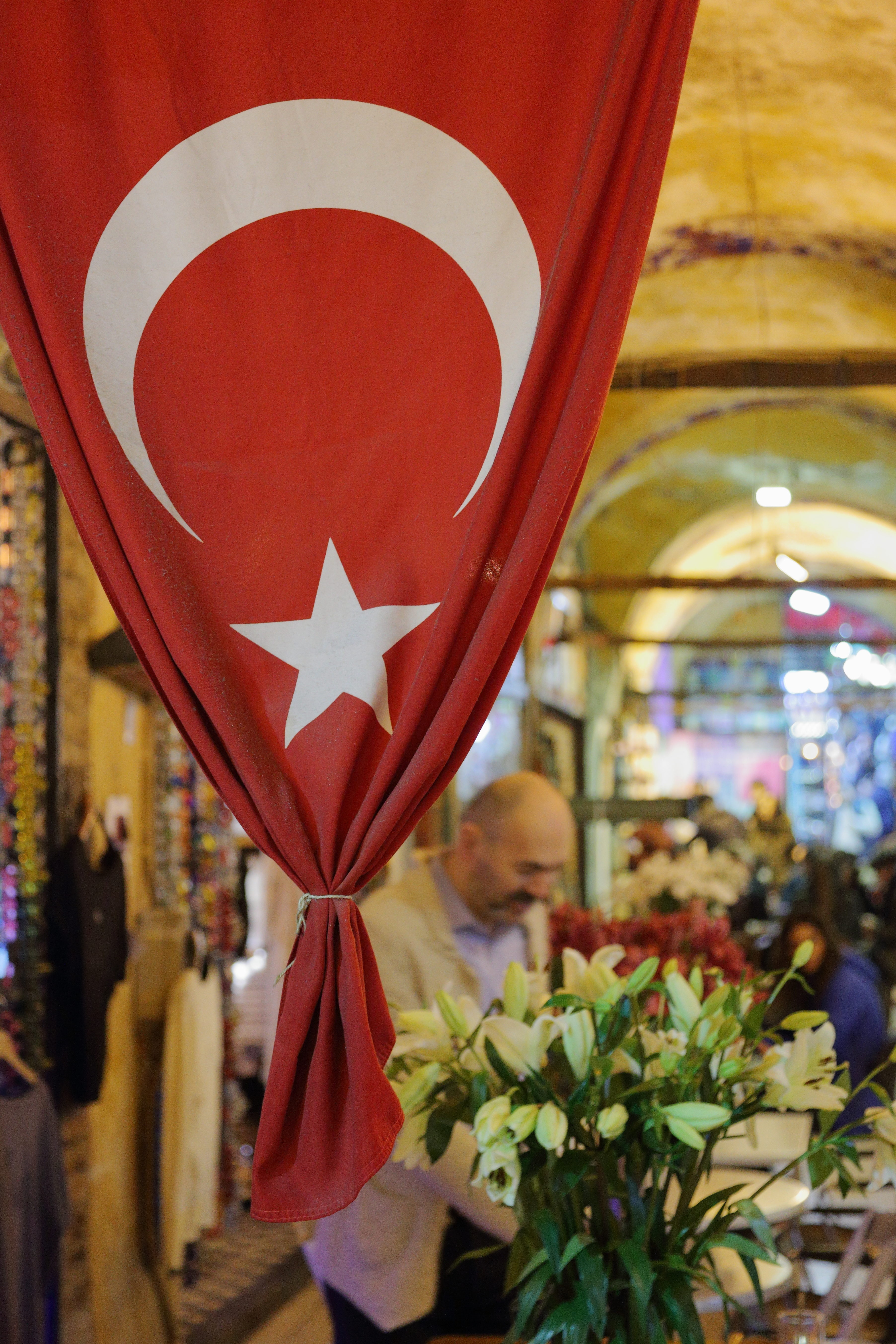
Eine türkische Fahne